# March 86G
La March 86G è una vettura sport prototipo appartenente alla categoria gruppo C e IMSA GTP costruita dalla March Engineering. 

## Caratteristiche
Realizzata semplicemente come un telaio nudo senza motore, è stata rimarchiata in tre vetture, la BMW GTP, la Buick Hawk o la Nissan R86V a seconda del motore che era installato nel telaio e della squadra che lo gestiva. Ci furono una serie di piccole modifiche alla carrozzeria dai vari team e costruttori che gestivano la vettura. La BMW GTP fu sviluppata insieme a una squadra di ingegneri e progettisti McLaren.

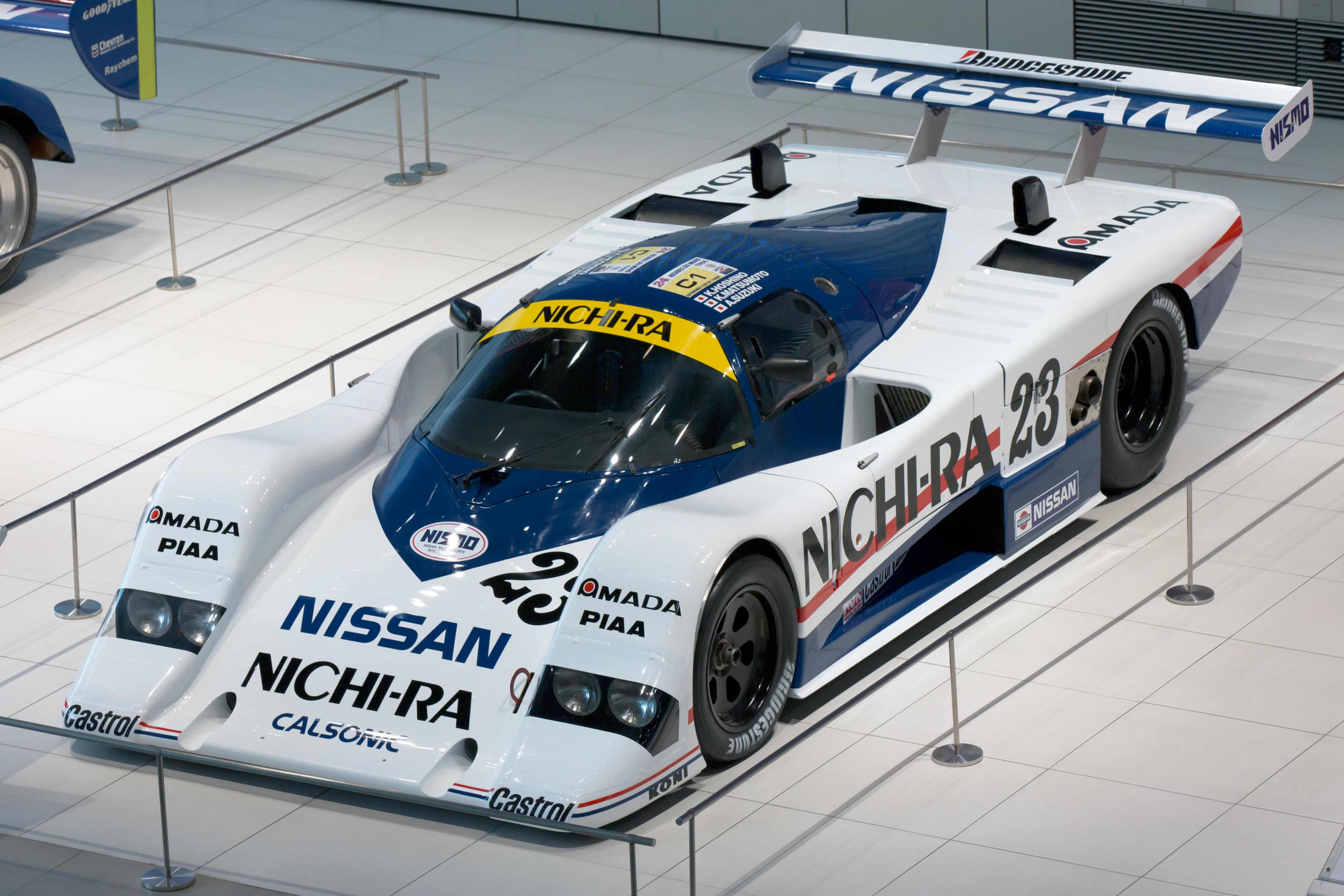
Nissan R86V del 1986

Furono costruiti 11 telai, quattro venduti alla BMW, cinque alla Nissan e altri tre furono venduti a team privati affiliati alla Buick. 
La vettura fu utilizzata dal 1986 fino all'inizio del 1989, ottenendo una vittoria con il team BMW nel 1986 e 5 pole position con la Nissan.
La 86G è stata utilizzata anche dopo ila produzione del modello 87G; la Buick Hawk è stato sviluppato nel 1987, il Pearson Racing Team, l'Hoshino Racing Team e Hasemi Motorsport utilizzando le Nissan R86V nel 1987; il Person Racing Team aggiornò e apportò varie modifiche alla vettura creando la March 88S nel marzo 1988 e Nissan Motorsport modificò due vetture R86V creando la Nissan R88C nel 1989.